# 니콜라이 일린
니콜라이 야코블레비치 일린(러시아어: Николай Яковлевич Ильин; 1922년 6월 25일 – 1943년 8월 4일)은 제2차 세계 대전의 최고 소련 저격수 중 한 명이었다. 1943년 2월 8일 첫 216명 사살로 소비에트 연방영웅 칭호를 받았으며, 그해 말 작전 중 사망했을 때 그의 전과는 494명에 달해 역사상 가장 치명적인 저격수 중 한 명으로 간주된다.

## 어린 시절
일린은 1922년 6월 25일 초르누히네 마을의 러시아인 가정에서 태어났다. 중학교 졸업 후 돈바스의 데발체보-소르티로보치니 차고에서 정비공으로 일했다.

## 저격 전과
그는 바르바로사 작전 직후인 1941년 붉은 군대에 입대했으며, 처음에는 기관총 사수로 시작하여 저격 기술을 숙달했다. 그는 스탈린그라드 전투의 격렬한 전투에 참전했으며, 50 경비소총연대의 정치위원이 되었다. 그는 11일간의 전투에서 95명의 나치군을 사살하며 숙련된 저격수임을 입증했다. 그는 1942년 9월 29일 첫 군사 훈장인 적기훈장을 받았고, 1943년 2월 8일에는 11일 동안 사살한 95명을 포함하여 총 216명의 나치군을 사살한 공로로 소비에트 연방영웅 칭호를 받았다. 저격수로서의 공로로 그는 후센 안드루하예프 소비에트 연방영웅의 이름을 딴 개인 저격소총을 수여받았다.

## 사망
1943년 8월 4일, 일린은 벨고로드 외곽 야스트레보보 시 근처에서 기관총 사격으로 사망했다. 그는 494명 사살을 기록했으며, 이는 그를 제2차 세계 대전 최고의 저격수 중 한 명으로 만들었다. 그의 개인 저격소총은 저격수 아파나시 고르디엔코에게 주어졌다. 그는 현재 벨고로드주 벨고로드스키 구의 니콜스코예에 묻혔다.

## 내용주
1. ↑  일부 자료에서는 그가 70명의 적 저격수를 포함하여 459명의 나치 병사와 장교를 사살했다고 보고한다.[10]